# KBC Osijek
Klinički bolnički centar Osijek središnja je i najveća zdravstvena ustanova u Slavoniji te jedan od pet kliničkih bolničkih centara u Hrvatskoj. KBC Osijek raspolaže s oko 1400 postelja i 3100 djelatnika raspoređenih na 13 klinika, 6 kliničkih zavoda i 7 zavoda, a gravitira mu oko milijun zdravstvenih osiguranika s područja istočne Hrvatske. KBC Osijek najveća je i glavna nastavna baza Medicinskog fakulteta u Osijeku.

## Djelatnost
KBC Osijek obavlja specijalističko-konzilijarnu zdravstvenu zaštitu i bolničku djelatnost te znanstveno-istraživačku i stručno-istraživačku djelatnost iz područja kliničkih medicinskih znanosti. Kao zdravstvena ustanova prve kategorije, KBC Osijek provodi najsuvremenije dijagnostičke i terapijske postupke. Centar djeluje u sustavu Hrvatskog zavoda za zdravstveno osiguranje.
KBC Osijek je jedini bolnički centar u Hrvatskoj i široj regiji koji raspolaže tehnologijom za masenu mikroskopiju temeljenu na matriksom podržanoj laserskoj desorpciji i ionizaciji (tzv. MALDI-TOF).
Centar je specijaliziran i za transplantaciju bubrega - od 2007. do početka 2016. obavljeno je preko 100 transplantacija. Uz KBC Rijeka, KBC Zagreb i KB Merkur, Osječki KBC jedan je od četiriju transplantacijskih centara u Hrvatskoj u kojima se obavlja ova operacija.
Ovaj je klinički centar također i jedan od pet implantoloških centara za umjetne pužnice u Hrvatskoj. 2019. je u Osijeku ugrađena i prva obostrana umjetna pužnica.
Klinički bolnički centar Osijek ujedno je i najveće dijalitičko središte u Hrvatskoj.  Klinika za urologiju KBC Osijek ima status Referentnog centra za urolitijazu Ministarstva zdravstva Republike Hrvatske, Klinika za neurologiju status Referentnog centra za neurorehabilitaciju i restauracijsku neurologiju, a Zavod za liječenje boli nosi status Referentnog centra za neuromodulaciju u liječenju boli.

## Povijest
Osječka bolnica ima dugogodišnju tradiciju postojanja. Njezini začetci sežu u prvu polovinu 18. st. Prvi se put spominje na njemačkom jeziku u evidenciji gradskih prihoda i izdataka za 1749.  godinu. Kako je grad rastao, tako je s vremenom prostor civilne bolnice postao premalen. Osječki ugostitelj Ivan Kohlhofer te kožar Josip Huttler ostavljaju gradu oporučno 1787. godine pozamašna sredstva namijenjena za izgradnju nove bolnice. Treća osoba, značajna za izgradnju nove bolnice u Osijeku, bio je isusovac Christian Monsperger, koji je ujedno i izvršitelj oporuka i začetnik same ideje.
Zahvaljujući dijelu sredstava iz Huttler-Kolhofer-Monspergerove zaklade, 1874. godine u Donjem gradu, na prostranom prostoru uz rijeku Dravu, završena je izgradnja jedne od najvećih i najsuvremenijih bolnica na jugoistoku Europe. S radom je započela 1. studenoga 1874.
1910. je predstojnikom kirurškog odjela postao Vatroslav Florschütz, kojeg povijest pamti kao začetnika traumatologije u Hrvatskoj. Osječka se bolnica njegovim zalaganjem uzdigla među najsuvremenije medicinske ustanove. Zadužio je europsku i svjetsku kirurgiju konstruiravši ekstenzijsku aparaturu za repoziciju koštanih ulomaka pri prijelomu ekstremiteta. Danas su u literaturi poznate pod nazivom Balkan frame ili Florschütz Rahmen (v. Florschützova metoda).
Za vrijeme Prvoga svjetskoga rata osječka bolnica privremeno postaje vojnom bolnicom. U teškim prilikama razvijen je poseban način medicinskog rada, osobito u pogledu zbrinjavanja ranjenika i bolesnika, poduzimanja protuepidemijskih mjera, medicinskog opskrbljivanja i sl. 
Od 1969. do danas bolnica izdaje stručni časopis Medicinski vijesnik, a 1980. godine osnovana je Znanstvena jedinica za kliničko-medicinska istraživanja. U Domovinskom ratu, 1991./1992. godine bolnica je pretrpjela velike ljudske žrtve i razaranja.

Osnivanjem Medicinskog fakulteta 1998. godine bolnica prerasta u kliničku bolnicu, a zatim i u klinički bolnički centar.
- Zgrada Klinike za kirurgiju (lijevo).
- Stara secesijska zgrada kirurgije iz vremena Vatroslava Florschütza.
- Objedinjeni hitni bolnički prijam.

## Ustroj

### Klinike
- Klinika za kirurgiju
- Klinika za unutarnje bolesti
- Klinika za psihijatriju
- Klinika za neurologiju
- Klinika za urologiju
- Klinika za ginekologiju i opstetriciju
- Klinika za otorinolaringologiju i kirurgiju glave i vrata
- Klinika za pedijatriju
- Klinika za ortopediju i traumatologiju
- Klinika za infektologiju
- Klinika za neurokirurgiju
- Klinika za anesteziologiju, reanimatologiju i intenzivno liječenje

- Klinika za očne bolesti

### Klinički zavodi
- Klinički zavod za kliničku citologiju
- Klinički zavod za transfuzijsku medicinu
- Klinički zavod za patologiju i sudsku medicinu
- Klinički zavod za nuklearnu medicinu i zaštitu od zračenja
- Klinički zavod za dijagnostičku i intervencijsku radiologiju
- Klinički zavod za laboratorijsku dijagnostiku

### Zavodi
- Zavod za onkologiju
- Zavod za dječju i adolescentnu psihijatriju
- Zavod za fizikalnu medicinu i rehabilitaciju
- Zavod za maksilofacijalnu i oralnu kirurgiju
- Zavod za dermatologiju i venerologiju
- Zavod za radioterapiju i onkologiju
- Zavod za liječenje boli

### Ostale ustrojbene jedinice
- Objedinjeni hitni bolnički prijam
- Bolnička ljekarna
- Odjel za prehranu
- Znanstvena jedinica za kliničko-medicinska istraživanja

## Vanjske poveznice
- Stranice KBC-a Osijek
- Stranice Medicinskog fakulteta Osijek  Arhivirana inačica izvorne stranice od 26. siječnja 2019. (Wayback Machine)